# José Alejandro Falsone
José Alejandro Falsone (Villa Dolores, 6 de febrero de 1925 - Eldorado, 28 de enero de 2012) fue escribano y político argentino de la Unión Cívica Radical que se desempeñó como senado nacional por la provincia de Misiones entre 1983 y 1989.

## Biografía
Nació en Villa Dolores (provincia de Córdoba) en 1925 y egresó de escribano en la Universidad Nacional de Córdoba.
En 1951 se radicó en la provincia de Misiones y, desde 1952 en adelante, se desempeñó como docente en la escuela nacional de comercio de Eldorado, siendo también presidente del Club Sportivo Eldorado. En política, se afilió a la Unión Cívica Radical (UCR) en 1944 en Córdoba, siendo más tarde secretario del comité radical de la provincia de Misiones y presidente del mismo, además de delegado a la convención nacional. En Eldorado fue presidente del comité radical y candidato a intendente en 1983.
Secundó a Ricardo Barrios Arrechea en las elecciones provinciales de 1973 y 1975, como candidato a vicegobernador de Misiones.
En las elecciones al Senado de 1983, fue elegido senador nacional por Misiones, con mandato hasta 1989. Fue el primer presidente de la comisión de Derechos y Garantías (creada en 1983); vicepresidente de la comisión de Deportes; secretario de la comisión de Familia y Minoridad; y vocal de las comisiones de Asuntos Administrativos y Municipales; de Turismo; y de Educación. Se opuso a la Ley de Obediencia Debida, votando en contra.
Falleció en Eldorado en enero de 2012, a los 86 años. En 2021, post mortem, fue declarado ciudadano ilustre de Eldorado.

## Principales proyectos
Trabajo y emprendio proyectos como: 
- Restablecimiento en la ciudad de Eldorado de la delegación del Ministerio de Trabajo en el Año (1984).

- Solicitud de estudios y construcción de Cloacas en la ciudad en el Año (1988).

- Censo Nacional de discapacitados en el Año 1988 y creación de la Comisión Nacional para las personas discapacitadas en el área del Poder Ejecutivo Nacional en el Año (1985).
- Reconstrucción de las pasarelas en las Cataratas de Iguazú destruidas en 1983 luego de la gran crecida del río.
- La implementación en los planes de estudios de las escuelas de enseñanza media y la prevención contra la drogadicción y sus consecuencias.
- Plan de Educación Sexual en las Escuelas Primarias y Secundarias a partir del Año (1985).
- Solicito la construcción del edificio de la Escuela Nacional de Educación Técnica N° 1, aprobado en agosto de (1988).
- Solicitud de líneas de créditos blandos para la ampliación de la capacidad hotelera de la Provincia de Misiones.
- Elaboró un proyecto que fue aprobado solicitando al Poder Ejecutivo Nacional la reparación de los muelles del Puerto Viejo.[8]